# Jusuf Nurkić
Jusuf Nurkić (Živinice, 23 de agosto de 1994) é um jogador bósnio de basquete profissional que atualmente joga no Utah Jazz  da National Basketball Association (NBA).
Após jogar no KK Cedevita e no KK Zadar da Cróacia, ele foi selecionado pelo Chicago Bulls como a 16ª escolha geral no Draft da NBA de 2014.

## Início da carreira
Nascido em Živinice, Bósnia e Herzegovina, Nurkić começou a jogar basquete aos 14 anos, depois que o agente esportivo bósnio Enes Trnovčević o levou para a Eslovênia e lhe deu a oportunidade de jogar. Ele jogou nas categorias de base do Zlatorog Laško. Em fevereiro de 2012, ele foi brevemente emprestado ao Union Olimpija para jogar o Nike International Junior Tournament, realizado em Belgrado. Nurkić atraiu a atenção internacionalmente com médias de 18,8 pontos e 11 rebotes em 5 jogos. Pouco depois do torneio, ele saiu do Zlatorog Laško. Poucos dias depois, foi revelado que Nurkić estava treinando com a equipe croata Cedevita.

## Carreira profissional

### Cedevita Zagreb (2012–2014)
Em outubro de 2012, após alguns meses de treinamento com a equipe croata Cedevita, Nurkić assinou um contrato.
Em sua primeira temporada, ele teve um pequeno papel na equipe sob o comando do técnico Aleksandar Petrović. Na EuroLeague, disputou apenas 6 jogos e teve média de 1,8 pontos. 
Em janeiro de 2013, Nurkić foi emprestado ao Zadar até o final da temporada. Em sua segunda temporada, sob o comando do novo técnico Jasmin Repeša, ele teve avanços na Liga Adriática com médias de 11,6 pontos e 5,6 rebotes em apenas 16,3 minutos.
Em 2014, Nurkić foi nomeado para o Prêmio de Melhor Jogador Jovem da Europa da FIBA.

### Denver Nuggets (2014–2017)
Em 26 de junho de 2014, Nurkić foi selecionado pelo Chicago Bulls como a 16ª escolha geral no draft da NBA de 2014. Mais tarde, ele foi negociado com o Denver Nuggets na noite do draft. Em 31 de julho de 2014, ele assinou um contrato de 2 anos e US$3.6 milhões com os Nuggets.
Em 29 de outubro de 2014, ele fez sua estreia na NBA e registrou 5 pontos e 7 rebotes na vitória por 89-79 sobre o Detroit Pistons. Em 1º de janeiro de 2015, ele registrou seu primeiro duplo-duplo na carreira com 10 pontos e 10 rebotes na derrota para o Chicago Bulls. Dois dias depois, ele registrou seu segundo duplo-duplo na carreira com 11 pontos e 10 rebotes em uma vitória por 114-85 sobre o Memphis Grizzlies. Ele teve mais dois duplos-duplos em fevereiro. No jogo final da temporada dos Nuggets, ele marcou 17 pontos, o melhor da temporada, na derrota para o Golden State Warriors. Em 20 de maio, ele foi submetido a uma cirurgia bem-sucedida para reparar um tendão patelar parcialmente rompido.
Em 11 de outubro de 2015, os Nuggets exerceram a opção de renovação no contrato de novato de Nurkić, estendendo o contrato até a temporada de 2016–17. Ele fez sua estreia na temporada de 2015-16 em 2 de janeiro contra os Warriors, tendo ficado inativo nos primeiros dois meses da temporada devido à recuperação da cirurgia. Quatro dias depois, ele registrou 15 pontos, 10 rebotes e 5 bloqueios na vitória por 78-74 sobre o Minnesota Timberwolves. Em 12 de março, ele marcou 17 pontos, o recorde da temporada, na vitória por 116-100 sobre o Washington Wizards. Ele superou essa marca duas vezes no final de março, marcando 18 pontos contra o Los Angeles Lakers em 25 de março e 19 pontos contra o Los Angeles Clippers em 27 de março. Em 8 de abril, ele marcou 21 pontos, o recorde de sua carreira, na vitória por 102-98 sobre o San Antonio Spurs.
Na abertura da temporada de 2016–17 do Nuggets, Nurkić marcou 23 pontos, o recorde de sua carreira, na vitória por 107–102 sobre o New Orleans Pelicans. Cinco dias depois, ele pegou 18 rebotes, o recorde de sua carreira, na derrota por 105-102 para o Toronto Raptors. Depois de Nikola Jokić emergir como pivô titular do Denver, Nurkić foi rebaixado para o banco. Esse movimento não agradou a Nurkić e ele não teve medo de expressar seu descontentamento com a situação, pedindo para ser negociado duas vezes, primeiro em abril de 2016 e novamente em dezembro de 2016. Os Nuggets acabaram concedendo a Nurkić seu desejo em 2017.

### Portland Trail Blazers (2017–Presente)

#### Primeiros anos em Portland (2017–2019)

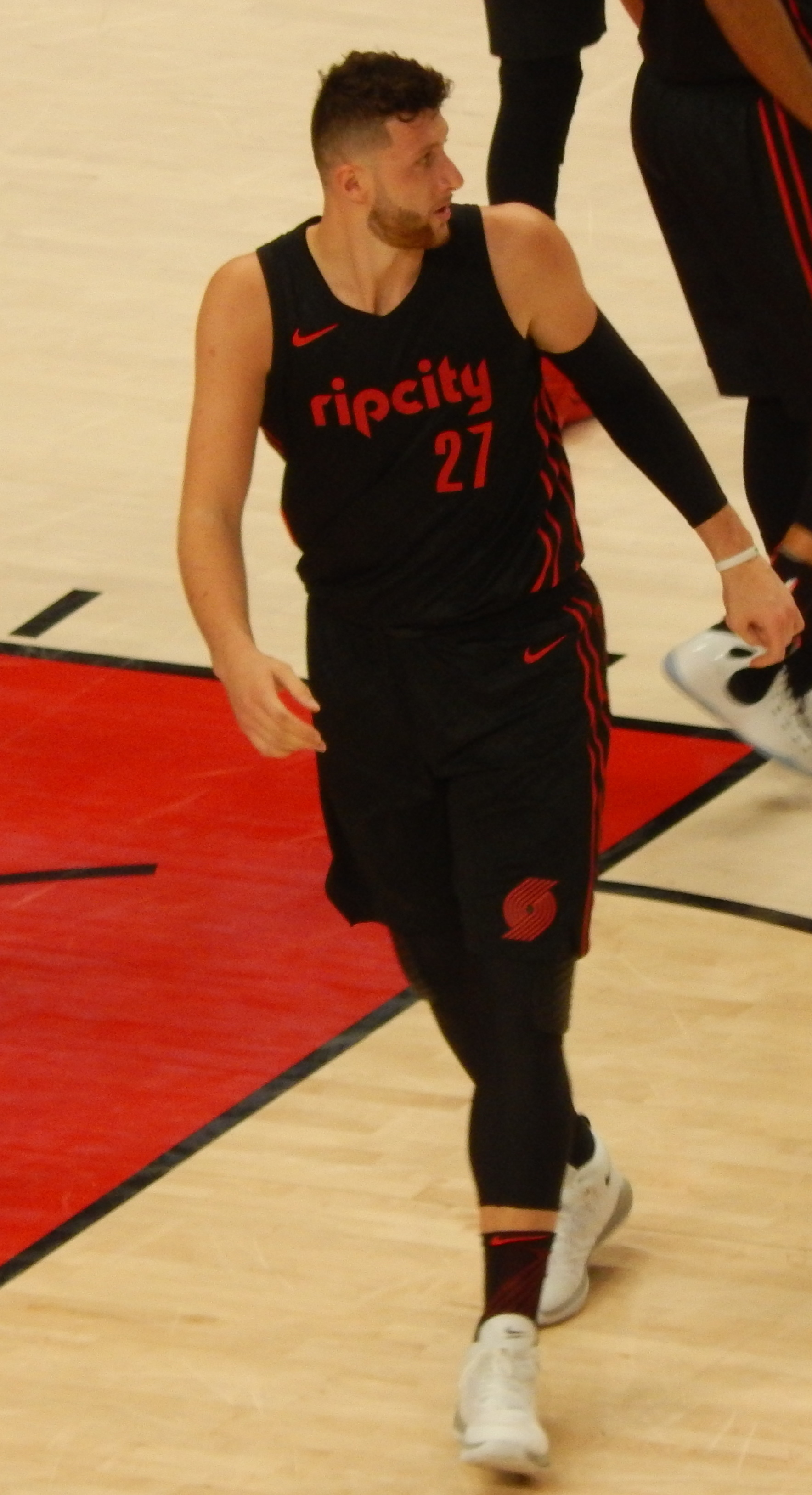
Nurkić com os Trail Blazers em fevereiro de 2018

Em 13 de fevereiro de 2017, Nurkić foi negociado, junto com uma escolha de primeira rodada de 2017, para o Portland Trail Blazers em troca de Mason Plumlee, uma escolha da segunda rodada de 2018 e considerações em dinheiro.
Dois dias depois, ele fez sua estreia pelo Trail Blazers e registrou 13 pontos e sete rebotes em 21 minutos em uma derrota por 111-88 para o Utah Jazz. No jogo seguinte, ele foi titular pela primeira vez e teve 12 pontos e 12 rebotes na vitória por 112–103 sobre o Orlando Magic. Em 2 de março de 2017, ele registrou 18 pontos, 12 rebotes, o recorde de sua carreira, seis assistências e cinco bloqueios na vitória por 114–109 sobre o Oklahoma City Thunder. Em 9 de março de 2017, ele teve 28 pontos e 20 rebotes na vitória por 114–108 na prorrogação sobre o Philadelphia 76ers. Ele também teve oito assistências e seis bloqueios, tornando-se o primeiro jogador da NBA a marcar pelo menos 28 pontos, 20 rebotes, 8 assistências e 6 bloqueios em um jogo desde que Charles Barkley conseguiu o feito em novembro de 1986. Em 28 de março de 2017, ele teve 33 pontos, recorde da sua carreira, e 16 rebotes na vitória por 122–113 sobre seu ex-time, o Denver Nuggets. Três dias depois, ele foi descartado pelo resto da temporada regular devido a uma fratura na perna direita.
Em 22 de abril de 2017, Nurkić voltou à ação no Jogo 3 da primeira rodada dos playoffs contra o Golden State Warriors, depois de ter perdido os últimos sete jogos da temporada regular e os dois primeiros jogos dos playoff. Ele terminou com dois pontos e 11 rebotes, enquanto o Trail Blazers perdia por 3–0 na série com uma derrota por 119–113. Ele não participou do Jogo 4 da série, quando o Trail Blazers foi eliminado dos playoffs com uma derrota por 4-0 na série para os Warriors.
Em 24 de novembro de 2017, Nurkić registrou 29 pontos e 15 rebotes na vitória por 127–125 sobre o Brooklyn Nets. Em 18 de janeiro de 2018, ele fez 19 pontos e 17 rebotes, o recorde da temporada, na vitória por 100-86 sobre o Indiana Pacers. Em 9 de abril de 2018, ele teve 20 pontos e 19 rebotes na derrota por 88-82 para os Nuggets. No Jogo 4 da primeira rodada dos playoffs contra o New Orleans Pelicans, Nurkić registrou 18 pontos e 11 rebotes em uma derrota por 131–123. A derrota eliminou o Portland dos playoffs, já que perdeu a série em quatro jogos.
Em 6 de julho de 2018, Nurkić voltou a assinar com o Trail Blazers em um contrato de 4 anos e US$48 milhões. Em 18 de novembro de 2018, registrou 13 pontos, 14 rebotes e oito assistências na vitória por 119–109 sobre o Washington Wizards. Dois dias depois, ele teve 13 pontos e 11 rebotes na vitória por 118–114 sobre o New York Knicks, registrando assim seu quinto duplo-duplo consecutivo. Em 1º de janeiro de 2019, Nurkić registrou 24 pontos, 23 rebotes, o recorde de sua carreira, sete assistências, cinco bloqueios e cinco roubos de bola na vitória por 113–108 na prorrogação sobre o Sacramento Kings, tornando-se o único jogador a ter essa linha estatística na história da NBA. Em 11 de janeiro, ele teve 11 pontos, 11 rebotes, oito assistências e seis bloqueios em uma vitória por 127-96 sobre o Charlotte Hornets, tornando-se o terceiro jogador na história da NBA a registrar tal linha de estatísticas em menos de 30 minutos. Em 16 de janeiro, ele registrou seu primeiro triplo-duplo da carreira com 10 pontos, 10 rebotes e 10 assistências na vitória por 129–112 sobre o Cleveland Cavaliers.

#### Temporadas repletas de lesões (2019–2023)
Em 1º de janeiro de 2019, Nurkić registrou 23 rebotes, o recorde de sua carreira, na vitória por 113–108 na prorrogação contra o Sacramento Kings. Em 25 de março de 2019, ele sofreu uma fratura exposta da tíbia e fíbula esquerdas na segunda prorrogação da vitória por 148–144 sobre o Brooklyn Nets. Nurkić tinha 32 pontos e 16 rebotes antes da lesão. O Trail Blazers confirmou que foi uma lesão que encerrou a sua temporada na mesma noite.
Esperava-se que Nurkic retornasse em 15 de março de 2020 de sua lesão. No entanto, com a suspensão da temporada de 2019-20, ele não voltou até 31 de julho de 2020, em uma vitória por 140-135 na prorrogação contra o Memphis Grizzlies. Ele registrou 18 pontos, nove rebotes e seis bloqueios no jogo.
Em 14 de janeiro de 2021, Nurkić fraturou o pulso direito em uma derrota por 87-111 para o Indiana Pacers. Ele voltou em 26 de março de 2021, marcando oito pontos e oito rebotes na vitória por 112–105 sobre o Orlando Magic. Em 23 de abril de 2021, Nurkić registrou 26 pontos, o recorde da temporada, na derrota por 128-130 para os Grizzlies.
Em 6 de janeiro de 2022, durante o quarto período de uma derrota por 109-115 para o Miami Heat, Nurkić foi expulso do jogo após uma briga com o armador do Heat, Tyler Herro. No dia seguinte, a NBA multou Nurkić e Herro em US$ 25.000 cada pelo incidente. Em 22 de janeiro, Nurkic registrou 29 pontos, incluindo uma cesta com 13 segundos restantes, e 17 rebotes na vitória por 109-105 contra o Boston Celtics. Em 22 de março, ele foi multado em US$ 40.000 pela NBA por um confronto com um torcedor após uma derrota por 98-129 para o Indiana Pacers, durante a qual Nurkić jogou o telefone do torcedor nas arquibancadas. Em 28 de março, Nurkić foi descartado até o final da temporada devido a fascite plantar no pé esquerdo.
Em 6 de julho de 2022, Nurkić voltou a assinar com os Trail Blazers em um contrato de US $ 70 milhões por quatro anos.

### Phoenix Suns (2023–2025)
Em 27 de setembro de 2023, Nurkić, juntamente com Grayson Allen, Nassir Little e Keon Johnson, foi negociado para o Phoenix Suns como parte de uma troca envolvendo três equipes que enviou Damian Lillard para o Milwaukee Bucks e Jrue Holiday, Deandre Ayton, Toumani Camara e uma escolha de primeira rodada do draft de 2029 para o Trail Blazers.
Nurkić fez sua estreia pelo Suns em 24 de outubro, registrando um duplo-duplo de 14 pontos e 14 rebotes, incluindo uma bandeja decisiva que garantiu o jogo, em uma vitória por 108–104 sobre o Golden State Warriors. Em 8 de novembro, Nurkić marcou 20 pontos, pegou 17 rebotes e deu oito assistências, além de um arremesso flutuante decisivo na vitória por 116–115 na prorrogação contra o Chicago Bulls.
Em 3 de março de 2024, Nurkić registrou um recorde pessoal de 31 rebotes, além de 14 pontos, em uma derrota por 118–110 para o Oklahoma City Thunder, marcando o maior número de rebotes em um jogo por um jogador desde 2010. Ele também quebrou o recorde da franquia do Suns para o maior número de rebotes em um jogo por um jogador, que anteriormente pertencia a Tyson Chandler.
Em 28 de dezembro de 2024, Nurkić foi suspenso por 3 jogos sem pagamento devido a uma altercação envolvendo Naji Marshall e P. J. Washington durante uma partida contra o Dallas Mavericks. Com o Suns começando a parte de 2025 da temporada 2024–25 com um recorde de 15–18, o Suns decidiu mover Nurkić para o banco em favor de Mason Plumlee, começando com o jogo de 6 de janeiro de 2025 contra o Philadelphia 76ers. Ele também acabou ficando completamente fora do tempo de jogo a partir do jogo de 9 de janeiro contra o Atlanta Hawks.

### Charlotte Hornets (2025–Presente)
Em 6 de fevereiro de 2025, Nurkić foi negociado para o Charlotte Hornets em troca de Cody Martin, Vasilije Micić e uma escolha de segunda rodada de 2026.

## Carreira na seleção
Jogando pela Seleção Bósnia, Nurkić foi nomeado MVP da Divisão B do EuroBasket Sub-18 de 2012, onde teve médias de 19,4 pontos e 13,3 rebotes. Ele também foi o MVP da Divisão B do EuroBasket Sub-20 de 2014, onde teve médias de 21,4 pontos e 12,0 rebotes.
Pela seleção principal, ele desempenhou um papel menor durante a qualificação para o EuroBasket de 2013, mas não foi convocado para a fase final devido a um conflito com a diretoria. Nurkić também jogou na qualificação para o EuroBasket de 2017 com médias de 19,2 pontos, 13,5 rebotes e 1,0 bloqueio.
Nurkić representou a Seleção Bósnia no EuroBasket de 2022, onde a equipa foi eliminada na fase de grupos. Ele ajudou seu país a obter uma "vitória surpreendente" por 97-93 contra a atual campeã Eslovênia. Nurkić teve médias de 16,2 pontos e 7 rebotes no torneio.

## Estatísticas da carreira

### NBA

#### Temporada regular
| Ano      | Equipe   | PJ  | PT  | MPJ  | AP   | 3P   | LL   | RT   | AS  | BR  | TO  | PPJ  |
| -------- | -------- | --- | --- | ---- | ---- | ---- | ---- | ---- | --- | --- | --- | ---- |
| 2014–15  | Denver   | 62  | 27  | 17.8 | .446 | .000 | .636 | 6.2  | .8  | .8  | 1.1 | 6.9  |
| 2015–16  | Denver   | 32  | 3   | 17.1 | .417 | .000 | .616 | 5.5  | 1.3 | .8  | 1.4 | 8.2  |
| 2016–17  | Denver   | 45  | 29  | 17.9 | .507 | .000 | .496 | 5.8  | 1.3 | .6  | .8  | 8.0  |
| 2016–17  | Portland | 20  | 19  | 29.2 | .508 | .000 | .660 | 10.4 | 3.2 | 1.3 | 1.9 | 15.2 |
| 2017–18  | Portland | 79  | 79  | 26.4 | .505 | .000 | .630 | 9.0  | 1.8 | .8  | 1.4 | 14.3 |
| 2018–19  | Portland | 72  | 72  | 27.3 | .508 | .103 | .773 | 10.4 | 3.2 | 1.0 | 1.4 | 15.6 |
| 2019–20  | Portland | 8   | 8   | 31.6 | .495 | .200 | .886 | 10.3 | 4.0 | 1.4 | 2.0 | 17.6 |
| 2020–21  | Portland | 37  | 37  | 23.8 | .514 | .400 | .619 | 9.0  | 3.4 | 1.0 | 1.1 | 11.5 |
| 2021–22  | Portland | 56  | 56  | 28.2 | .535 | .268 | .690 | 11.1 | 2.8 | 1.1 | .6  | 15.0 |
| 2022–23  | Portland | 52  | 52  | 26.8 | .519 | .361 | .661 | 9.1  | 2.9 | .8  | .8  | 13.3 |
| Carreira | Carreira | 463 | 382 | 24.6 | .495 | .133 | .666 | 8.6  | 2.4 | .9  | 1.2 | 12.5 |

#### Playoffs
| Ano      | Equipe   | PJ | PT | MPJ  | AP   | 3P   | LL   | RT   | AS  | BR  | TO  | PPJ  |
| -------- | -------- | -- | -- | ---- | ---- | ---- | ---- | ---- | --- | --- | --- | ---- |
| 2017     | Portland | 1  | 1  | 17.0 | .333 | .000 | .000 | 11.0 | 4.0 | .0  | 1.0 | 2.0  |
| 2018     | Portland | 4  | 4  | 23.5 | .487 | .000 | .818 | 8.0  | 1.0 | 1.5 | 1.3 | 11.8 |
| 2020     | Portland | 5  | 5  | 32.2 | .439 | .273 | .783 | 10.4 | 3.6 | 1.4 | .2  | 14.2 |
| 2021     | Portland | 6  | 6  | 28.8 | .545 | .200 | .720 | 10.3 | 2.7 | .5  | 1.2 | 13.2 |
| Carreira | Carreira | 16 | 16 | 25.3 | .451 | .118 | .580 | 9.9  | 2.8 | .8  | .9  | 10.3 |

### Euroleague
| Ano     | Equipe   | PJ | PT | MPJ | AP   | 3P    | LL   | RT | AS | BR | TO | PPJ |
| ------- | -------- | -- | -- | --- | ---- | ----- | ---- | -- | -- | -- | -- | --- |
| 2012–13 | Cedevita | 6  | 0  | 3.7 | .625 | 1.000 | .000 | .7 | .0 | .2 | .5 | 1.8 |

### Campeonatos nacionais
| Ano     | Equipe          | Liga             | PJ | MPJ  | AP   | 3P   | LL   | RT  | AS  | BR  | TO  | PPJ  |
| ------- | --------------- | ---------------- | -- | ---- | ---- | ---- | ---- | --- | --- | --- | --- | ---- |
| 2012-13 | Cedevita Zagreb | Adriático League | 5  | 6.8  | .750 | .000 | .500 | 1.0 | .2  | .0  | .0  | 2.6  |
| 2012-13 | KK Zadar        | Adriático League | 9  | 6.6  | .579 | .000 | .600 | 2.0 | .6  | .3  | .4  | 4.1  |
| 2012-13 | KK Zadar        | Croácia-1 Liga   | 19 | 13.3 | .495 | .000 | .691 | 4.4 | .5  | .8  | .9  | 8.1  |
| 2013-14 | Cedevita Zagreb | Adriático League | 28 | 16.6 | .560 | .143 | .701 | 5.7 | .7  | 1.1 | .8  | 11.7 |
| 2013-14 | Cedevita Zagreb | Croácia-1 Liga   | 15 | 16.5 | .551 | .000 | .614 | 5.3 | 1.0 | .7  | 1.2 | 11.5 |

## Vida pessoal
O pai de Nurkić, Hariz, é policial na Bósnia e Herzegovina e, de acordo com as emissoras do Denver Nuggets, tem 2,13 m de altura e pesa mais de 181 kg. Em entrevista a Rachel Nichols, da ESPN, Nurkić confirmou a enorme estatura física de seu pai e que seu irmão mais novo já usa sapatos tamanho 49 aos 13 anos.